# اتجاه رياح

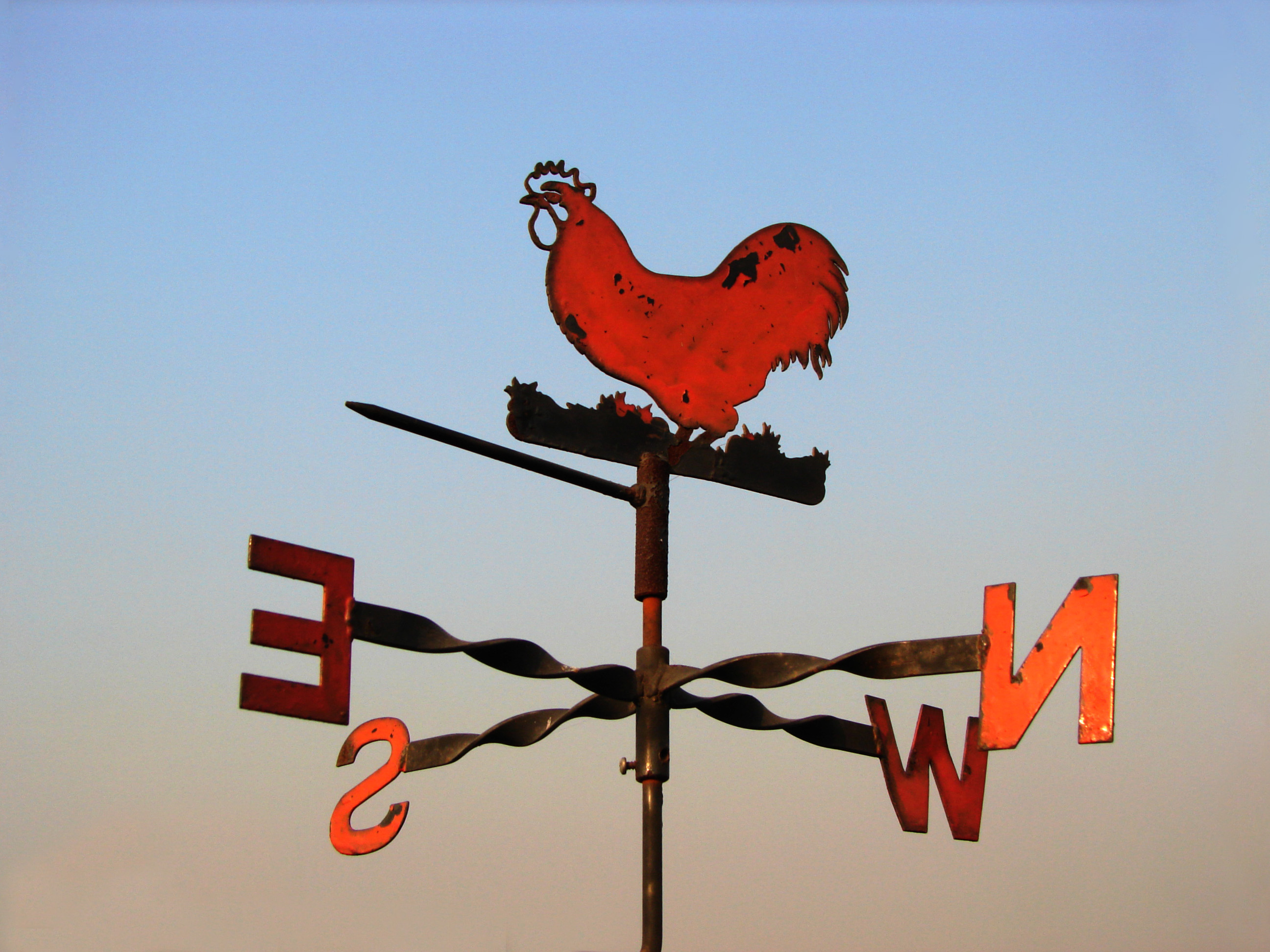
تشير ريشة الرياح هذه إلى رياح شرقية.

يتم الإبلاغ عن اتجاه الرياح من خلال الاتجاه الذي ينبع منه. على سبيل المثال، تهب رياح شمالية من الشمال إلى الجنوب. وعادة ما يتم الإبلاغ عن اتجاه الرياح باستخدام الاتجاهات الأساسية أو درجات السمت. يتم قياس اتجاه الرياح بالدرجات في اتجاه عقارب الساعة من الشمال. وبالتالي، فإن الرياح التي تهب من الشمال لديها اتجاه رياح 0 درجة (مساوية 360 درجة عند إتمام دورة كاملة)، والرياح التي تهب من الشرق لديها اتجاه رياح 90 درجة، بينما الرياح التي تهب من الجنوب لديها اتجاه رياح 180 درجة، والرياح التي تهب من الغرب لديها اتجاه رياح 270 درجة. بشكل عام، يتم قياس اتجاهات الرياح في الدرجات من 0 درجة إلى 360 درجة؛ ولكن يمكن التعبير عنها بدلاً من ذلك باستخدام الدرجات من - 180 درجة إلى 180 درجة.
يشير شمال غرب 12 ميل في الساعة في توقعات الطقس إلى الرياح القادمة من الشمال الغربي نحو الجنوب الشرقي أنها تمتلك سرعة رياح 12 ميلاً في الساعة.
تسمى الرياح وفقاً للاتجاه الذي تأتي منه. على سبيل المثال، الرياح التي تهب من الشمال تسمى رياح شمالية.

## تقنيات القياس
يمكن استخدام مجموعة متنوعة من الأدوات لقياس اتجاه الرياح، مثل كم الريح ودوارة الرياح. كل من هذه الأدوات تعمل عن طريق التحرك للحد من مقاومة الهواء. الطريقة التي تشير بها دوارة الطقس بسبب الرياح السائدة تشير إلى الاتجاه الذي تهب منه الرياح . الفتح الكبير لكم الرياح يواجه الاتجاه الذي تهب الرياح منه، أما ذيلها مع فتح صغير لكم الريح يشير إلى نفس الاتجاه كما تهب الرياح.
وتسمى الأدوات الحديثة المستخدمة لقياس سرعة الرياح واتجاهها مقاييس سرعة الرياح وكمات الرياح، على التوالي. وتستخدم صناعة طاقة الرياح هذه الأنواع من الأدوات، سواء لتقييم موارد الرياح أو للتحكم في التوربينات. عندما تكون هناك حاجة إلى تردد قياس عالٍ (كما هو الحال في تطبيقات البحوث)، يمكن قياس الرياح من خلال سرعة انتشار إشارات الموجات فوق الصوتية أو من خلال تأثير التهوية على مقاومة سلك ساخن. هناك نوع آخر لقياس سرعة الرياح حيث يستخدم أنابيب البيتوت التي تستفيد من فرق الضغط بين الأنبوب الداخلي والأنبوب الخارجي التي تتعرض للرياح لتحديد الضغط الديناميكي؛ الذي يستخدم لحساب سرعة الرياح.
في الحالات التي لا تتوفر فيها الأدوات الحديثة، يمكن استخدام السبابة لمعرفة اتجاه الرياح. ويتم ذلك عن طريق تبليل الأصبع وتوجيهه إلى الأعلى. جانب الأصبع الذي يشعر بالبرودة هو تقريبًا الاتجاه الذي تهب منه الرياح. وينجم الإحساس بالبرودة عن زيادة معدل تبخر الرطوبة على الإصبع بسبب تدفق الهواء عبر الإصبع، وبالتالي فإن «تقنية الإصبع» لمعرفة اتجاه الرياح لا تعمل بشكل جيد في ظروف رطبة جدًا أو ساخنة جدًا. يستخدم نفس المبدأ لقياس نقطة الندى باستخدام جهاز البسكيرومتر المعلق (أداة أكثر دقة من الإصبع البشري).
هناك تقنية أخرى بدائية لقياس اتجاه الرياح هو أخذ القليل من العشب وإسقاطه؛ اتجاه مكان وقوع العشب هو الاتجاه الذي تهب الرياح منه. وغالبا ما تُستخدم هذه التقنية من قبل لاعبي الغولف لأنها تسمح لهم بقياس قوة الرياح.